# Ruston Parva
Ruston Parva – osada w Anglii, w hrabstwie East Riding of Yorkshire. Leży 34 km na północ od miasta Hull i 282 km na północ od Londynu.